# Гнатишак Микола
Микола Гнатишак (нар. 21 травня 1903, с. Полкин Ярославського повіту, Галичина (нині територія Польщі) — пом. 23 січня 1973, Рочестер, штат Нью-Йорк, США) — український історик, літературознавець, дослідник боністики, колекціонер.

## Біографія
Народ. 21 серпня 1903 р. у с. Сурохів Ярославського повіту (Галичина). Закінчив гімназію в Перемишлі (1924), навчався в Українському таємному університеті, Львівському університеті.
Закінчив Львівський таємний український університет (1931). На еміграції від 1944.
Вчителював у гімназії, працював у «Літописі Червоної Калини», журналах «Дзвони», «Життя і знання».
Емігрував до Німеччини, в 1950 р. — до США. Співпрацював з Українським музеєм-архівом у Клівленді. Помер 23 січня 1973 р. у Рочестері.

## Праці
Автор низки розвідок з історії грошового обігу в Україні 1917-21 та української боністики.
- Паперові грошові знаки на українських землях. «Літопис Червоної Калини», 1931, № 3;
- Паперові грошові знаки на українських землях: Друкування українських грошей на Галицькій землі. Там само, 1931, № 4, 7/8;
- Замітки до державних грошей України з 1917—1920 років. «Життя і знання», 1932, № 6;
- Державні гроші України 1917—1920 років: Ілюстрований історико-іконографічний нарис. Клівленд, 1974.
- Гнатишак М. Історія української літератури. Кн. 1 / др. М. Гнатишак. — Прага: Вид-во Ю. Тищенка, 1941. — 132 с., 1 арк. портр. — (Наукова бібліотека «ЮТ» ; ч. 5–6). [Архівовано 4 серпня 2020 у Wayback Machine.]